# Język naueti
Język naueti (a. nauete, nauhete, nauote, nauoti, naóti) – język austronezyjski używany w Timorze Wschodnim (dystrykty Baucau, Lautém i Viqueque). Według danych z 2010 r. posługuje się nim 15 tys. osób.
Na poziomie słownictwa wykazuje silne wpływy języków papuaskich. Jest dość odrębny od pozostałych języków austronezyjskich wyspy Timor. Geoffrey Hull włączył ten język, wraz z waimoa i kairui-midiki, w ramy jednego języka kawaimina.
Jest zapisywany alfabetem łacińskim.